# Franska Gabon
Franska Gabon var en fransk koloni och en del av Franska Ekvatorialafrika.
Kolonin låg vid Gabonfloden på vars norra strand staden Libreville som anlades 1842 av den franske amiralen
Édouard Bouët-Willaumez.

## Källa
- Franska Ekvatorialafrika i Nordisk familjebok (fjärde upplagan, 1951)
- Gabun i Nordisk familjebok (andra upplagan, 1908)